# 도스톤
도스톤 또는 도스툼은 페르시아 성씨인 다스탄에서 유래한 튀르크 성씨이다. 주로 우즈베크 문화권에서 사용한다.

## 인명
- 도스톤 요쿠보프는 우즈베키스탄의 역도 선수이다.
- 도스톤 에르가셰프는 우즈베키스탄의 음악가이다.
- 도스툼
  - 압둘 라시드 도스툼은 아프가니스탄의 우즈베크계 군벌이다.

## 같이 보기
- 도스톤베크